# Heike Drechslerová
Heike Gabriela Drechslerová, rozená Dauteová (německy Heike Gabriela Drechsler-Daute, * 16. prosince 1964, Gera) je bývalá německá atletka, dvojnásobná olympijská vítězka a mistryně světa ve skoku do dálky. Vynikala i ve sprintech.

## Život
V roce 1982 obsadila s dívčím jménem Heike Dauteová čtvrté místo ve skoku do dálky na mistrovství Evropy v Aténách ve věku sedmnácti let. Stejnou disciplínu na mistrovství světa v roce 1983 v Helsinkách už vyhrála a byla tehdy nejmladší vítězkou mistrovství.
V roce 1984 nebyla mezi dálkařkami ani jednou poražena, ale na olympijské hry v Los Angeles nemohla odjet kvůli bojkotu zeměmi sovětského bloku. 28. července se vdala za Andrease Drechslera a začala užívat jeho jméno.
O rok později poprvé v Berlíně překonala světový rekord výkonem 7,44 m a v roce 1986 ho vylepšila v Tallinnu o další centimetr. Vyrovnala také světové maximum Marity Kochové v běhu na 200 metrů. Trvala její evropská suverenita, ale ve světových soutěžích prohrávala s Američankou Jackie Joynerovou-Kerseeovou. Na olympijských hrách v Soulu v roce 1988 byla za ní druhá o 18 centimetrů.
Na začátku 90. let se vrátila na nejvyšší příčky, když získala první zlato na olympiádě v Barceloně a podruhé vyhrála mistrovství světa. V roce 1992 předvedla své životní maximum ve skoku do dálky 7,48 metru, které ji drží na třetím místě historických tabulek za Ruskou Čisťakovovou a Joynerovou-Kerseeovou. V roce 1998 vyhrála počtvrté za sebou dálku na mistrovství Evropy, ve stejném roce naposledy překonala sedmimetrovou hranici, přesto se dočkala v 35 letech i druhého olympijského zlata na olympijských hrách v Sydney v roce 2000, kde výkonem 6,99 m porazila i favorizovanou Američanku Marion Jonesovou, později diskvalifikovanou za doping.
Zvítězila v mnoha dalších závodech, například na Hrách dobré vůle 1994, dvakrát na halovém světovém šampionátu v roce 1987 (zde kromě skoku do dálky také v běhu na 200 metrů), byla celkovou vítězkou seriálu Grand Prix v roce 1992 atd. Kariéru plánovala ukončit po olympijských hrách v Aténách v roce 2004, ale nakonec svůj plán účasti vzdala kvůli nedostatečné výkonnosti a rozloučila se na Tahiti.
V éře Německé demokratické republiky byla spolupracovnicí tajné policie Stasi a prof. Werner Franke vydal knihu, ve které ji označil za sportovkyni zapojenou do oficiálního státně řízeného dopingového programu. Drechslerová nevyloučila, že mohla užívat nedovolené látky, ale nikdy to prý nebylo vědomě.
Po rozvodu s Drechslerem (1997) byl jejím životním druhem francouzský desetibojař Alain Blondel.

## Osobní rekordy
Dráha
- Skok daleký – 748 cm (9.7.1988 Neubrandenburg)

Hala
- Skok daleký – 737 cm (1988) -  Současný světový rekord a Současný evropský rekord